# Hagop Kelendżian
Hagop Kelendżian (ur. 1955 w Kassabie) – duchowny Apostolskiego Kościoła Ormiańskiego, od 1990 biskup Urugwaju. 

## Życiorys
W 1974 został wyświęcony na diakona. Święcenia kapłańskie przyjął w 1976. Sakrę biskupią otrzymał 7 października 1990.